# Vendeur à domicile indépendant
Pour les articles homonymes, voir VDI.
En France, le statut de vendeur à domicile indépendant, aussi communément appelé VDI, instauré et créé par l'article 3 de la loi Madelin no 93-121 du 27 janvier 1993, permet de cumuler une activité professionnelle salariée en CDD, CDI, ASSEDIC ou même bourses d'études.

## Description
Côtés juridique et fiscal, le VDI est un indépendant. Il n'a pas de lien de subordination avec l'entreprise qui l'emploie, et le Code du travail et les Conventions collectives ne lui sont pas applicables. Il relève du régime fiscal propre aux indépendants : régime des Bénéfices non commerciaux (BNC) ou des Bénéfices industriels et commerciaux (BIC), selon les cas et produits commercialisés.
Le VDI peut uniquement commercialiser des biens et/ou services d'une entreprise directement auprès d'un particulier, utilisateur final de ces produits et services. La visite peut avoir lieu au domicile du client, dans tous lieux non destinés à la commercialisation de biens ou services ou même sur son lieu de travail.
Sont ainsi exclues de ce statut :
- les personnes qui effectuent des ventes à distance (Internet, téléphone…), pour lesquelles la réglementation sur la vente à distance est applicable.
- les personnes qui effectuent des ventes sur des lieux destinés à la commercialisation habituelle de biens et/ou de services (marchés, foires ou magasins).

Selon le contrat, le VDI peut être sollicité par l'entreprise afin d'effectuer les livraisons et de recueillir les paiements des clients. En fonction de la politique de l'entreprise, le parrainage d'autres vendeurs est aussi proposé.
L'article 3 de la loi du 27 janvier 1993 exonère le VDI de l'obligation d'inscription à un registre professionnel en dessous d'un certain seuil de rémunérations. Ce seuil est défini par l'arrêté du 31 mai 2001 et est modifié chaque année. Si ce seuil est dépassé pendant trois années complètes et consécutives, le vendeur perd son statut de VDI et devra alors s'inscrire à un registre professionnel (agent commercial par exemple). Dans les 30 jours qui suivent le démarrage de l'activité, le VDI doit effectuer une déclaration de début d'activité, directement en ligne, auprès de l'URSSAF.
Côté social le VDI est rattaché au régime général de la Sécurité Sociale en application de l'article L. 311-3, 20° du Code de la Sécurité Sociale et bénéficie des droits sociaux au même titre que les salariés.
Ce statut a permis de développer la vente directe et de nombreuses sociétés de distribution bâtissent leur réseau de revendeurs grâce à lui. Dans son rapport, le CREDOC constate une forte augmentation du nombre de VDI en France entre 1995 et 2011 (multiplié par six). Ce même rapport, préconise d’attirer les jeunes  et de miser sur les nouvelles technologies.

## Le contrat
Le Vendeur à domicile indépendant (VDI) entretient une relation contractuelle avec l'entreprise pour laquelle il exerce son activité. Il existe trois types de contrat VDI :
- VDI mandataire
- VDI acheteur/revendeur
- VDI courtier

## Cadre législatif en France

### Démarchage: Loi Hamon
La VDI est soumise à la réglementation du démarchage à domicile : la Loi Hamon, fusion de la réglementation du démarchage à domicile et de la vente à distance, fixe les obligations pré-contractuelles, règles d'encaissement des paiements et de protection du consommateur (délai de rétractation).

### Textes législatifs[3]
Code de commerce : articles L135-1 à L135-3, 
Code de la consommation : articles L221-18 à L221-28, 
Arrêté du 31 mai 2001 relatif aux cotisations forfaitaires des vendeurs à domicile.